# Mehmed III
Mehmed III (ur. 26 maja 1566, zm. 22 grudnia 1603) – sułtan Imperium Osmańskiego z dynastii Osmanów panujący w latach 1595–1603. Syn sułtana Murada III i pochodzącej z Republiki Weneckiej sułtanki Safiye. Ojciec sułtanów Ahmeda I i Mustafy I Szalonego. Mehmed III urodził się w 1566, w ostatnich miesiącach panowania Sulejmana Wspaniałego. Obdarzono go przydomkami „Adli” i „Egri Fatihi”.

## Wojny i panowanie
Był władcą zdolnym, błyskotliwym i skorym do energicznych działań. Został przez ojca przygotowany od objęcia władzy w imperium – od 1583 r. sprawował władzę w prowincji (tur. sandżak) Manisa. W 1595 r., zaraz po objęciu tronu postanowił zabić 19 braci (zgodne z tradycją zapoczątkowaną jeszcze przez Mehmeda II). W przeciwieństwie do ojca nie ulegał wpływom haremu, prowadził rządy osobiste, nie opierał się na zaufanych ministrach. Ogromny wpływ na sułtana wywierała natomiast jego matka.
Zaraz po przejęciu władzy postanowił o bezpośredniej aneksji zbuntowanych lenn, Mołdawii i Wołoszczyzny do imperium. Planu nie zrealizowano wobec ingerencji Jana Zamoyskiego, hetmana wielkiego koronnego i wojsk Rzeczypospolitej.
W tej sytuacji sułtan skoncentrował się na walce z Habsburgami, którą rozpoczął jego poprzednik, Murad III. W 1596 r. osobiście przybył z armią na Węgry, gdzie w październiku pokonał siły cesarskie pod wodzą arcyksięcia Maksymiliana Habsburga w bitwie pod Mezőkeresztes. Turcy nie potrafili jednak wykorzystać tego zwycięstwa. Walki trwały dalej, ograniczając się do oblegania i zdobywania bądź tracenia twierdz przez obie strony (zobacz: III wojna austriacko-turecka 1593–1605 r.). Jego armia podbiła Eger (1596), oblegała twierdzę Kosszeg, pokonała wojska habsburskie i siedmiogrodzkie w bitwie na równinie Keresztes, zdobywając twierdzę Kaniża. Prowadził walki z dążącym do niezależności księciem mołdawskim Michałem Walecznym, a po jego rozgromieniu podporządkował księstwa naddunajskie administracji tureckiej. Wspierał księcia siedmiogrodzkiego Stefana Bocskaya w walce z Habsburgami. W obawie o swą pozycję polityczną zapoczątkował zwyczaj izolowania potomków sułtana w areszcie pałacowym z dala od życia publicznego (słynne „złote klatki”).
W 1599 r. imperium wstrząsnęły bunty tzw. dżelalich (tur. kurd. Celali ayaklanmalari) mające podłoże religijne (alewickie). Te niepokoje wewnętrzne stworzyły dogodną okazję do ataków wroga zewnętrznego. W 1603 r. szach Persji Abbas I Wielki odebrał Turkom Azerbejdżan z Tebrizem, zdobytym wcześniej przez Murada III. Na domiar złego bunt podniósł pierworodny syn sułtana, Mahmud. Nie zdołał niczego osiągnąć i został zamordowany z rozkazu ojca (1603 r.).
Mehmed III zmarł nagle 22 grudnia 1603 w wieku zaledwie 37 lat. Zagrożone z zewnątrz i od wewnątrz imperium pozostawił trzynastoletniemu synowi, Ahmedowi I, który kontynuował wojny z cesarzem Rudolfem II i Persją.